# Praia de Tramataia
Vista da Praia de Tramataia
Tramataia é uma praia brasileira do município de Marcação, no estado da Paraíba. É uma das belas praias do litoral Paraibano e que é a foz do encontro das águas do Rio Mamanguape com o mar. 
Após a construção da estrada de ligação da praia à PB-041 tornou-se acessível aos visitantes, trazendo a riqueza desta Praia indígena Potiguara. O Rio Mamanguape marca a divisa do município de Marcação com Rio Tinto, por isso que na cidade rio-tintense, equivale a parte direita do rio, no encontro com o mar chama-se Praia de Barra do Mamanguape. Por conseguinte, do lado esquerdo do rio, equivale ao município de Marcação, chamando-se Praia de Tramataia, no encontro com o oceano atlântico.
| Oceano Atlântico                              |                                |                                                         |
| precedida por: Praia de Cumurupim ( Marcação) | Praia de Tramataia ( Marcação) | sucedida por: Praia de Barra do Mamanguape ( Rio Tinto) |